# Friedrich-August Schack
Friedrich-August Schack (Schmiedeberg im Riesengebirge, 27 maart 1892 - Goslar, 24 juli 1968) was een Duitse officier en General der Infanterie tijdens de Tweede Wereldoorlog. Hij is vooral bekend om zijn Pyrrusverdediging van Caen, na de geallieerde lading in Normandië; eveneens voor zijn korte commando over het 81e Legerkorps dat Aken en de Westwall moest verdedigen.

## Leven
Op 27 maart 1892 werd Friedrich-August Schack in Schmiedeberg im Riesengebirge geboren. Hij was de zoon van de protestantse pastoor Ernst Schack en zijn vrouw Charlotte Schack (geboortenaam Schnapauff). Na het behalen van zijn Abitur, studeerde hij aansluitend theologie.

### Eerste Wereldoorlog
Op 6 augustus 1914 meldde hij zich als Kriegsfreiwilliger in het Pruisische leger. Hij werd bij het 1. Leib-Husaren-Regiment Nr. 1 geplaatst. En ging met deze eenheid naar het front. In juni 1915 nam Schack het besluit om een officiersloopbaan te gaan volgen, en werd in het 8. Westpreußisches Infanterie-Regiment Nr. 175 in de 36e Divisie tot Fahnenjunker bevorderd. In september 1915 werd hij in deze eenheid tot Leutnant zonder Patent bevorderd. Het Patent werd op 23 maart 1914 op 3 april 1918 vastgesteld.

### Interbellum
Hij werd als Leutnant in de Reichswehr opgenomen. In het voorjaar van 1920 was Schack onderdeel van het 200.000 man sterke overgangsleger, en werd in het Reichswehr-Infanterie-Regiment 9 geplaatst. In het 100.000 man sterke Reichswehr diende hij in het 8. (Preußisches) Infanterie-Regiment in Görlitz, Glogau en Lübben. Op 10 oktober 1923 trouwde Schack met Marie-Ilse von Kaincker. Het echtpaar kreeg een dochter (1924). In het voorjaar van 1924 en in 1925, behoorde hij tot de 12. (MG.) Kompanie vom 8. (Preuß.) Infanterie-Regiment in Görlitz, waarna Schack in het voorjaar van 1926 en 1927 tot het 8. (MG.) Kompanie vom 8. (Preuß.) Infanterie-Regiment in Glogau behoorde. Op 1 februari 1928 werd hij tot chef van de 14e compagnie van het 8. (Preuß.) Infanterie-Regiment in Lübben benoemd. Als gevolg van zijn benoeming tot chef van de 14e compagnie, werd hij op 1 april 1928 tot Hauptmann bevorderd. Vanaf 1 oktober 1928 werd hij voor een periode van vijf jaar tot chef van de 8. (MG.) Kompanie vom 8. (Preuß.) Infanterie-Regiment in Glogau benoemd. Aansluitend werd hij vanaf 1 april 1934 als leraar tactiek aan de militaire school in Dresden ingezet. Op 1 februari 1935 werd Schack tot Major bevorderd. Tijdens zijn inzet aan de militaire school, werd hij op 1 oktober 1937 tot Oberstleutnant bevorderd. Op 1 oktober werd hij tot commandant van het MG-Bataillon 15  (15e MG-Bataljon) benoemd, met dit bataljon nam aan de Poolse Veldtocht deel.

### Tweede Wereldoorlog
Op 18 januari 1940 werd Schack tot commandant van het Infanterie-Regiment 392  (392e Infanterieregiment) benoemd, die hij in 1940 tijdens de Slag om Frankrijk aanvoerde. Op 1 oktober 1940 werd hij tot Oberst bevorderd. Vanaf juni 1941 vocht hij tijdens Operatie Barbarossa in Rusland. Voor de verovering van Salla, werd Schack op 24 juli 1941 met het Ridderkruis van het IJzeren Kruis onderscheiden.
Op 1 oktober 1942 werd hij tot commandant van de Fahnenjunkerschule III in Potsdam benoemd. Op 7 mei 1943 nam hij het commando over de 216. Infanterie-Division (216e Infanteriedivisie) over. Op 1 juli 1943 werd Schack tot Generalmajor bevorderd, en werd meteen tot commandant van de 216e Infanteriedivisie benoemd. Hij vocht met divisie tijdens de Slag om Koersk. Hierbij leed zijn divisie zware verliezen tijdens gevechten om Orel in juli 1943, in een van de grootste tankslagen in de militaire geschiedenis. De restanten van de divisie werden naar Frankrijk teruggestuurd, en werden als de 272. Infanterie-Division  (272e Infanteriedivisie) opnieuw opgesteld. Voor het leiding geven over de 272e Infanteriedivisie tijdens de Slag om Caen, werd hij op op 21 september 1944 met het Eikenloof bij zijn Ridderkruis van het IJzeren Kruis onderscheiden. Eind oktober 1944 werd hij voor enkele dagen "mit der stellvertretende Führung beauftragt" (m.d.st.F.b.) (vrije vertaling: met het plaatsvervangend leiderschap belast) van het LXVII. Armeekorps  (67e Legerkorps) belast. Schack werd daarna in het Führerreserve geplaatst. Op 4 september 1944 werd hij voor ongeveer twee weken met het commando over LXXXI. Armeekorps  (81e Legerkorps) belast. Op 15 november 1944 voerde hij voor een maand het LXXXV. Armeekorps (85e Legerkorps) aan. Op 16 december 1944 gaf hij zijn commando weer over, en werd in het Führerreserve geplaatst. Vanaf 1 januari 1945 tot 30 januari 1945 zat Schack op een leergang voor Kommandierender Generale  (vrije vertaling: Bevelvoerend-generaals). Op 26 maart 1945 werd hij met de leiding over het Generalkommando XXXII. Armeekorps belast. Op 20 april 1945 werd Schack tot General der Infanterie bevorderd. Daarmee werd hij tot Kommandierender General van het XXXII. Armeekorps  (32e Legerkorps) benoemd.
In april 1945 werd hij door de Amerikanen krijgsgevangen gemaakt.

## Na de oorlog[17]
Op 9 januari 1946 werd Schack van kamp 1 naar het Island Farm Special Camp 11 overgebracht. Vanaf 17 december 1946 werd hij weer van Island Farm Special Camp 11 naar Allendorf uitgeleend. Op 30 september 1947 werd hij weer aan de Amerikanen overgedragen, waarna hij op 24 maart 1948 weer uit krijgsgevangenschap ontslagen werd.
Over het verdere verloop van zijn leven is niks bekend. Op 24 juli 1968 overleed hij in Goslar.

## Militaire carrière
- General der Infanterie: 20 april 1945[2][3][5][6][17]
- Generalleutnant: 1 januari 1944[2][3][5][6][17]
- Generalmajor: 1 juli 1943[2][3][5][6][17]
- Oberst: 1 oktober 1940[2][3][5][6][17]
- Oberstleutnant: 1 oktober 1937[2][3][6][17]
- Major:[6] 1 februari 1935[2][3]
- Hauptmann:[6] 1 april 1928[2][3][17]
- Oberleutnant:[6] 1 april 1923[2][3][17]
- Leutnant: 23[2] september 1915 (zonder Patent (benoemingsakte)) (later vastgesteld op  23 maart 1914)[2][3][6][17]
- Fahnenjunker: Juni 1915[3]
- Kriegsfreiwilliger: 6 augustus 1914[2][3][6][17]

## Onderscheidingen
- Ridderkruis van het IJzeren Kruis met Eikenloof (nr.597) op 21 september 1944 als Generalleutnant en Commandant van de 272e Infanteriedivisie / 5e Pantserleger / Heeresgruppe B[2][3][6][17][18][19]
- Ridderkruis van het IJzeren Kruis (nr.378) op 24 juli 1941 als Oberst en Commandant van het 392e Infanterieregiment / 169e Infanteriedivisie / Höheres Kommando z.b.V. XXXVI / Armee Norwegen[2][3][6][17][18][19]
- IJzeren Kruis 1914, 1e Klasse[3][17] (29 maart 1918[6][18]) en 2e Klasse[3][17] (22 maart 1916[6][18])
- Herhalingsgesp bij IJzeren Kruis 1939, 1e Klasse[17] (25 juni 1940[6][18]) en 2e Klasse[17] (10 oktober 1939[6][18])
- Erekruis voor Frontstrijders in de Wereldoorlog[6][17][18]
- Medaille Winterschlacht im Osten 1941/42[18]
- Anschlussmedaille[18]
- Dienstonderscheiding van Leger en Marine (12 dienstjaren)[18] en (25 dienstjaren)[17]
- Gewondeninsigne 1918 in zwart[6]
- Militaire Orde van Verdienste (Bulgarije), 4e Klasse - 5e Klasse[17]
- Silezische Adelaar, 1e Klasse[6] en 2e Klasse[17]
- Hij werd tweemaal genoemd in het Wehrmachtsbericht. Dat gebeurde op:
- 4 augustus 1944[17][18][20]
- 27 augustus 1944[17][18][21]